# Dave Sim
Dave Sim, né le 17 mai 1956 à Hamilton, en Ontario, est un auteur canadien de bande dessinée. Il est notamment l'auteur de la célèbre bande dessinée Cerebus, exceptionnelle fresque de 300 numéros réalisés entre 1977 et 2004.

## Biographie

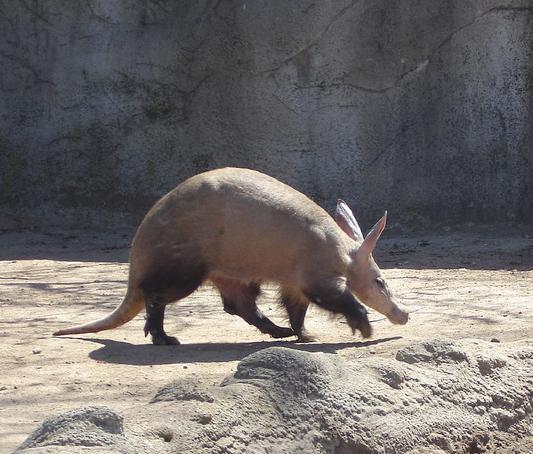
Cerebus est un Oryctérope du Cap humanisé.

Dave Sim naît le  17 mai 1956 à Hamilton, en Ontario mais passe sa jeunesse à Kitchener. Lecteur assidu de comics dans sa jeunesse, il commence par publier un fanzine intitulé Comic Art News and Reviews pour lequel il réalise des interviews d'auteurs de comics. Il est ensuite engagé par le journal  Kitchener-Waterloo Record et y crée le strip The Beavers. En 1977, il auto-édite le premier numéro de Cerebus. Pensé d'abord comme une parodie de Conan le barbare, la série s'éloigne par la suite de ce concept. 300 numéros de ce comics sont publiés puis rassemblés dans des recueils pouvant compter plus de 500 pages. L’œuvre est pensée comme un roman graphique publié en feuilleton avec une fin prévue qui arrive en 2004.
Par la suite, Dave Sim publie le comics Siu Ta, So Far consacré à l'actrice Siu Ta. En 2006, il crée Judenhass qui traite de la Shoah et en 2008, Glamourpuss. Il est aussi l'auteur d'une biographie dessinée d'Alex Raymond, le créateur de Guy l'Éclair et d'Agent Secret X-9 publié par IDW. En 2016, il revient à Cerebus avec Cerebus in Hell.

## Opinions
Dave Sim est connu pour son attachement et son prosélytisme pour l'autoédition en s'opposant aux grands éditeurs de comics qui s'emparent des créations des auteurs. Il a aussi, à plusieurs reprises, pris position contre le féminisme.

## Prix et récompenses
- 1981 :  Prix Inkpot
- 1985 :  Prix Kirby de la meilleure série en noir et blanc pour Cerebus
- 1987 :  Prix Kirby de la meilleure série en noir et blanc pour Cerebus
- 1992 :  Prix Harvey du meilleur auteur pour Cerebus
- 1994 :  Prix Eisner du meilleur recueil pour Cerebus: Flight
- 1998 :  Prix Ignatz du meilleur auteur pour Cerebus
- 2004 :  Prix Harvey du meilleur lettreur pour Cerebus
- 2005 :  Prix Joe Shuster de la réalisation remarquable pour l'achèvement de Cerebus (avec Gerhard)
- 2006 :  Temple de la renommée de la bande dessinée canadienne
- 2009 :  Prix Joe Shuster du meilleur auteur pour Glamourpuss n°1-2 et Judenhass

### Documentation
- (en) Robert O'Nale, « Sim, Dave », dans M. Keith Booker (dir.), Encyclopedia of Comic Books and Graphic Novels, Santa Barbara, Grenwood, 2010, xxii-xix-763 (ISBN 9780313357466), p. 576-577.